# Dariusz Miklaszewski
Dariusz Stanisław Miklaszewski (ur. 1 lipca 1959 w Toruniu, zm. 30 stycznia 2021) – doktor habilitowany nauk matematycznych specjalizujący się w topologii algebraicznej oraz nieliniowej analizie matematycznej, zwłaszcza teorii punktów stałych, autor kilkudziesięciu publikacji naukowych i popularnonaukowych.

## Życiorys
W wieku szkolnym rozwijał zainteresowania matematyczne na zajęciach międzyszkolnego koła matematycznego prowadzonego przez Leona Jeśmanowicza. Uczył się w II Liceum Ogólnokształcącym w Toruniu, w klasie o specjalności matematycznej pod opieką Uniwersytetu Mikołaja Kopernika. W 1983 ukończył studia matematyczne na Wydziale Matematyki, Informatyki i Mechaniki Uniwersytetu Warszawskiego (pracę magisterską napisał pod kierunkiem Michała Misiurewicza). W tym samym roku związał się z Uniwersytetem Mikołaja Kopernika, gdzie pracował do końca życia (najpierw w Instytucie Matematyki, a następnie na Wydziale Matematyki i Informatyki). Tam uzyskał stopień naukowy doktora w 1992. Promotorem jego rozprawy doktorskiej pt. Punkty stałe odwzorowań w produkty symetryczne był Lech Górniewicz. Stopień doktora habilitowanego uzyskał w 2006; jego rozprawa habilitacyjna dotyczyła roli różnych rodzajów ciągłości w teorii punktów stałych odwzorowań wielowartościowych.
Zmarł 30 stycznia 2021. Jest pochowany na Centralnym Cmentarzu Komunalnym w Toruniu.